# 中国海洋石油有限公司
中國海洋石油有限公司 ，簡稱中海油，（港交所：0883；港交所：80883（人民幣結算）；：CEO；TSX：CNU；上交所：600938，简称：中国海油）是一家在香港交易所和纽约证券交易所上市的工業公司，为中国海洋石油总公司持有 64.41%權益的控股子公司。主要業務是勘探、開發和生產中國海上原油和天然氣。公司在香港註冊。直到2012年12月資產淨值為309,780百万元人民幣，除稅後盈利為63,691百万元人民幣。

## 历史

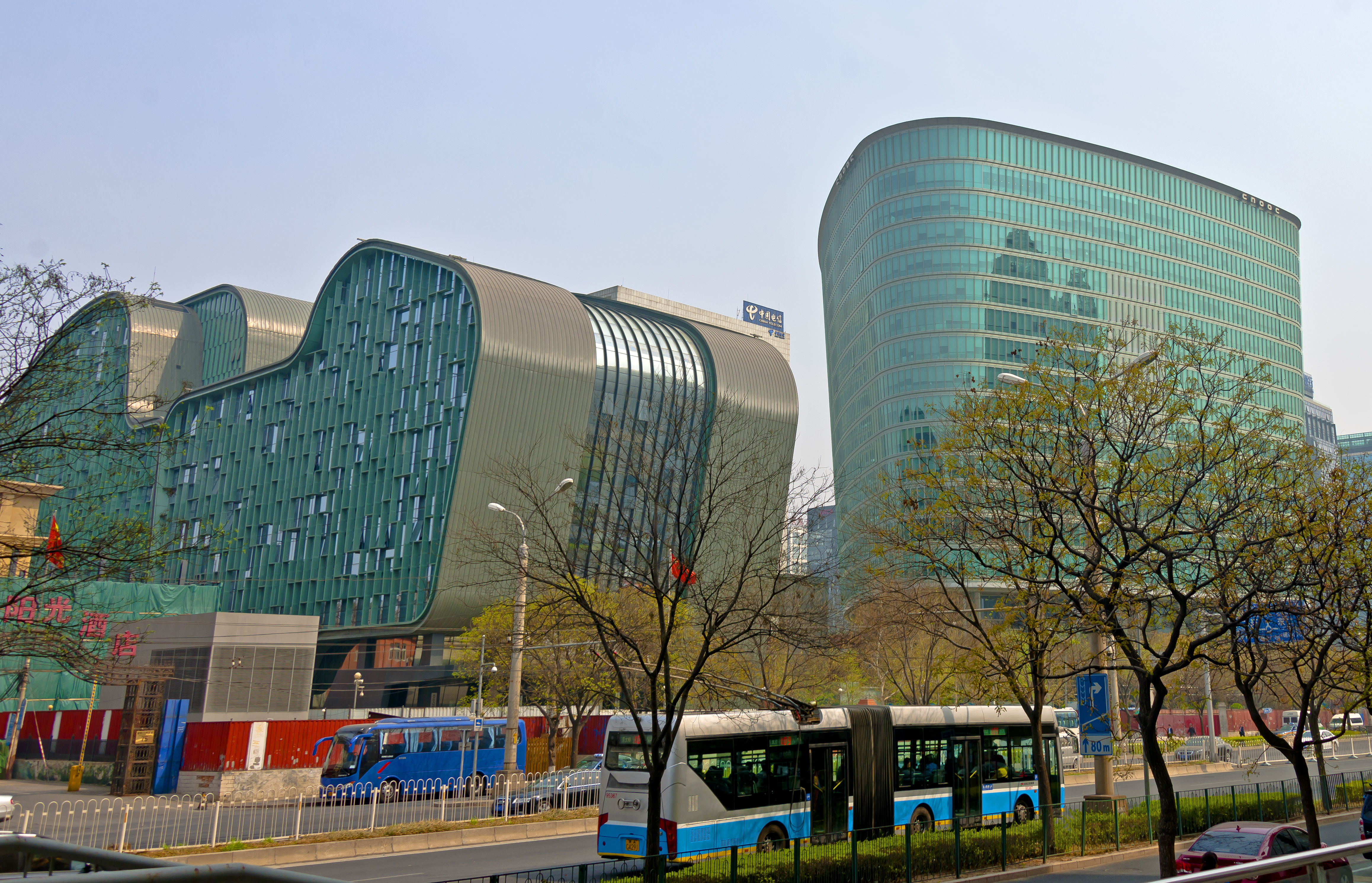
中海油企業總部

中国海洋石油有限公司于1999年8月在香港注册成立，并于2001年2月27日和28日分别在纽约证券交易所（股票代码：CEO）和香港联合交易所（股票代码：0883）挂牌上市。2001年7月，本公司股票入选恒生指数成份股。

山東煉油廠

## 管理层
- 董事长：王宜林（2011年4月 - 2015年4月）
- 董事长：杨华（2015年4月 - 2019年9月）
- 董事长：汪东进（2019年10月 - ）

## 业务
中國海洋石油有限公司主要在中國沿海從事原油及天然氣的勘探、開發與生產活動。在中國以外的活動主要在印尼、澳大利亞、加拿大、新加坡、緬甸和尼日利亞進行。截至2006年12月31日，中國海洋石油有限公司的總收入為人民幣889.5億元（111.4億美元），比去年同期增長28.1%。淨利潤為人民幣309.3億元（38.7億美元），比去年同期增長22.1%。盈利增長主要是因為產量增長和在油價持續走高的情況下實現油價較高。
巴西2006年發現深海鹽下油田引起世界注目，巴西有潛力成為世界前三大產油國，2018年中石油、中海油等聯合競標得到巴西東部海域的利貝拉油田區塊35年開採權。